# Martin Héroux
Pour les articles homonymes, voir Héroux.
Martin Héroux est un acteur québécois et ex-candidat du Bloc québécois aux élections fédérales.

## Biographie
Martin a été de la distribution de plus d'une vingtaine de pièces de théâtre d’été depuis 1988.
En 2025, il est candidat du Bloc québécois dans la circonscription Argenteuil - La Petite-Nation. Il termine en 3e position avec 22,8 % des votes.

## Filmographie
- 1995 : Les Héritiers Duval (série TV) : Installateur de téléphone
- 1995 : 4 et demi... (série TV) : Jean-René Bazin
- 1998 : Bouledogue Bazar : Stéphane Pion
- 2001 : Ayoye! (série TV) : Spoutnik Bacon
- 2004 : Mémoires affectives : Détective Jobin
- 2005 : L'Auberge du chien noir : Gaspar
- 2005 : Les Bougon, c'est aussi ça la vie! : Facteur
- 2011 : 1,2,3... géant ! : Ding Dong
- 2017 : Les Affamés : Demers
- 2018 : 5e rang (Série TV) : Jean-René Bazin
- 2019 : Alix et les Merveilleux : Chef
- 2020 : District 31 : Me Joël Bourbonnais